# Pseudanthias squamipinnis
O anthias-dourado (Pseudanthias squamipinnis), também conhecido como anthias-cauda-de-lira, peixinho-dourado-de-água-salgada ou peixe-joia-dourado, é uma espécie de anthias do gênero Pseudanthias, pertencente á família Serranidae e á subfamília Anthiinae. Os anthias-dourados são famosos por serem peixes que formam grandes cardumes em penhascos submarinos de recifes no Indo-Pacífico, além de serem peixes muito apreciados pelos aquaristas marinhos.

## Etimologia
A etimologia do gênero Pseudanthias, vêm de duas palavras gregas, pseudo, significa "falso", e anthias, "peixe" (especificamente ao canário-do-mar (Anthias anthias), espécie tipo do gênero Anthias e á subfamília Anthiinae.).
Já a espécie Squamipinnis, vêm de squamus, "escama" e pinnis, "barbatana", fazendo referência á barbatanas sendo cobertas com escamas grandes acima de sua base.

## Aparência
Um pequeno peixe tropical de coloração amarelo-alaranjado, as vezes possuindo alguns traços rosados em seu corpo (essa característica está presente apenas nos machos), as fêmeas são menores que os machos. Os machos possuem um longo filamento na barbatana, já as fêmeas, não possuem.

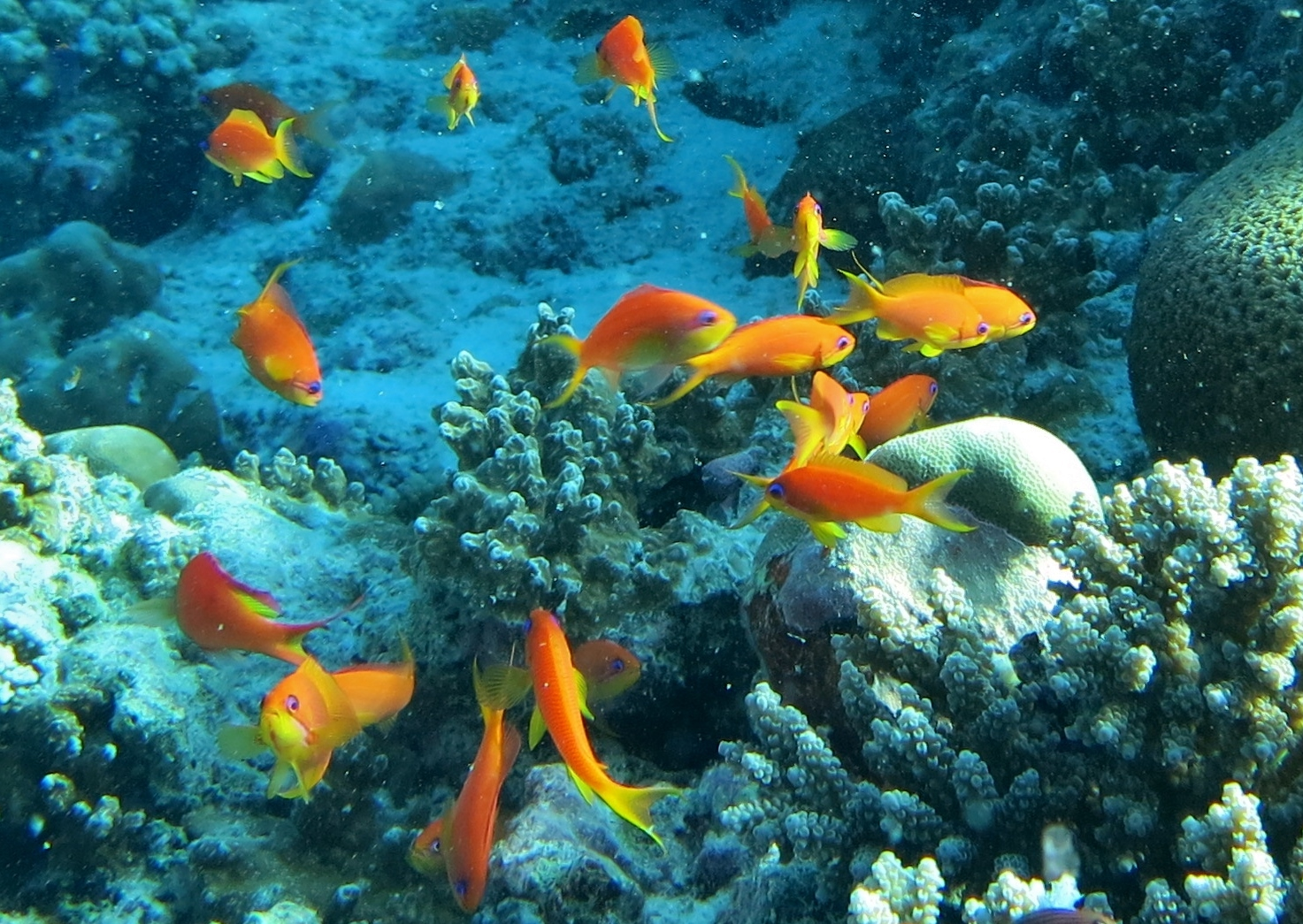
Cardume no atol Baa, Maldivas.

## Biologia
Vivem em harém, onde o macho que comanda o cardume que possui apenas fêmeas. Os anthias-dourados vivem em recifes rasos e profundos, podendo ser encontrados entre os 0 a 55 metros de profundidade. Esses peixes se alimentam de planctôn, que são trazidos pelas correntes oceânicas. Frequentemente, o cardume dos anthias-dourados se mesclam com outras espécies de peixe, como a donzela da espécie Chromis dimidiata e o blênio-pérsico (Ecsenius midas).

Cardume de donzelas da espécie Chromis dimidiata, próximos de um cardume de anthias-dourado.

## Distribuição
É uma espécie nativa das águas tropicais do Indo-Pacífico, podendo ser encontrado no Mar Vermelho, África do Sul até Niue, do sul do Japão até o sul da Austrália, incluindo a Grande Barreira de Coral e a região da Polinésia.

## Usos humanos
Frequentemente são capturados para o comércio de peixes ornamentais.

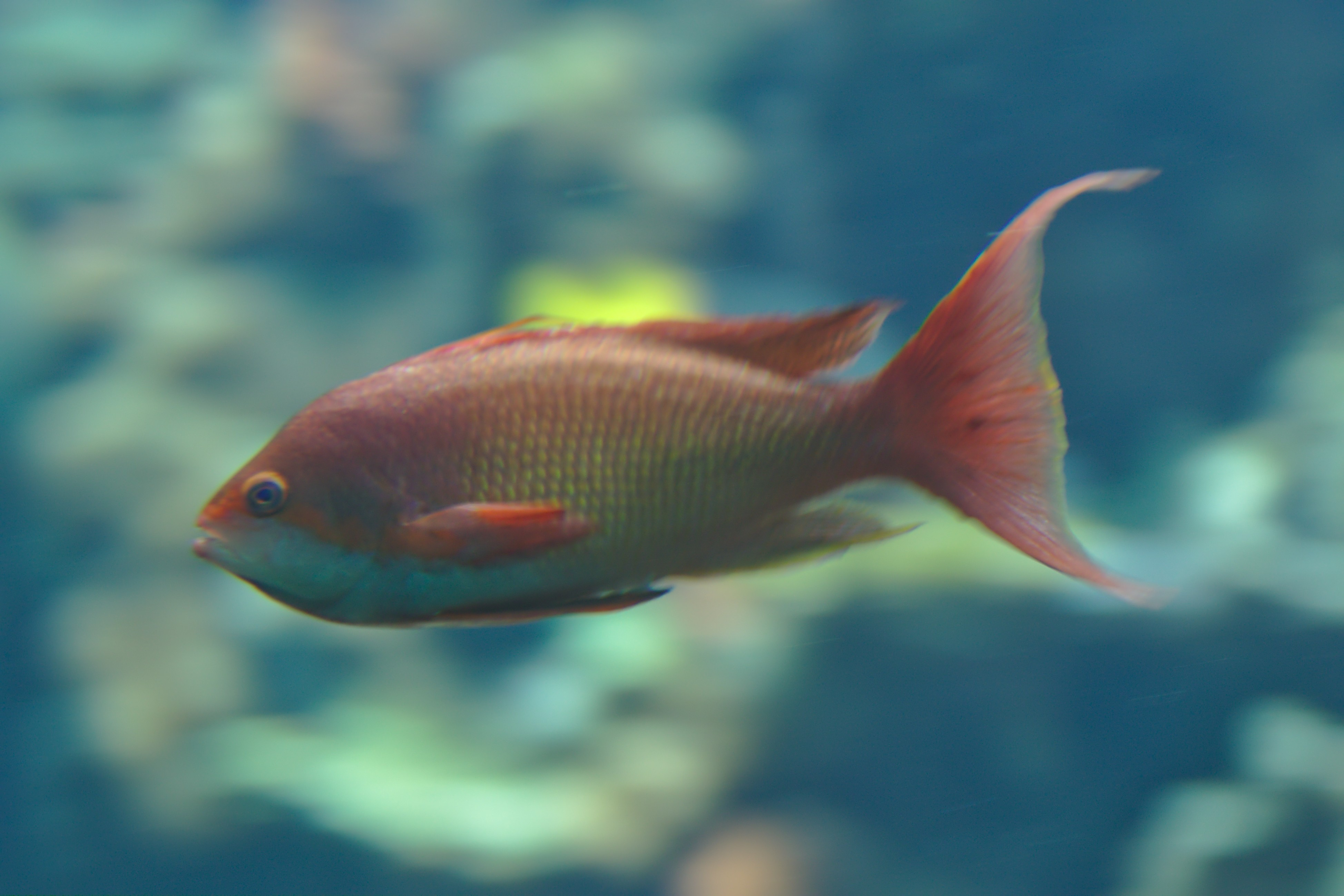
Macho em aquário.